# Amata Coleman Radewagen
Aumua Amata Coleman Radewagen (Pago Pago, 29 dicembre 1947) è una politica statunitense, delegata delle Samoa Americane alla Camera dei Rappresentanti.

## Biografia
Figlia di Peter Tali Coleman, storico governatore delle Samoa Americane, la Coleman Radewagen studiò alla Loyola Marymount University e successivamente lavorò come giornalista.
Entrata in politica con il Partito Repubblicano, fu collaboratrice di alcuni deputati come Phil Crane e J. C. Watts. Dal 1994 prese parte come candidata repubblicana a tutte le elezioni per il Congresso, finché nel 2014 riuscì a sconfiggere il deputato in carica Eni Faleomavaega. Amata Coleman Radewagen divenne così la prima donna e la prima persona repubblicana ad essere eletta delegata delle Samoa alla Camera dei Rappresentanti.